# День основания государства
День основания государства (яп. 建国記念の日 кэнкоку кинэн-но хи) — государственный японский праздник, отмечается ежегодно 11 февраля. По легенде, в этот день в 660 году до н. э. первый император Японии — Дзимму — взошёл на престол и основал Японскую императорскую династию и Японское государство.
С большим количеством парадов и фестивалей Кигэнсэцу считался одним из четырёх основных японских праздников, наряду с Новым годом, Днём рождения правящего императора и Днём рождения императора Мэйдзи.

## История

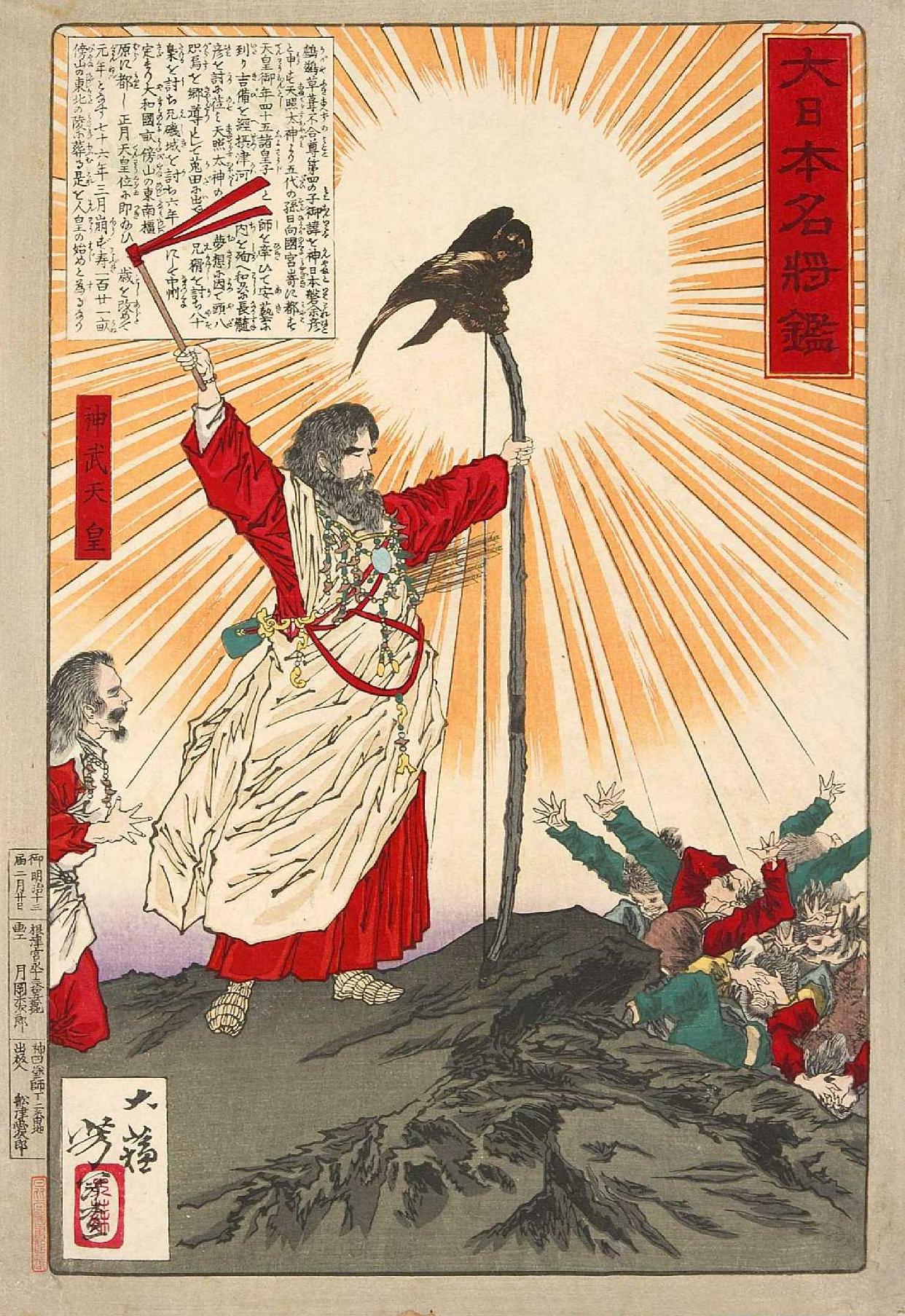
Император Дзимму — легендарный основатель Японского государства

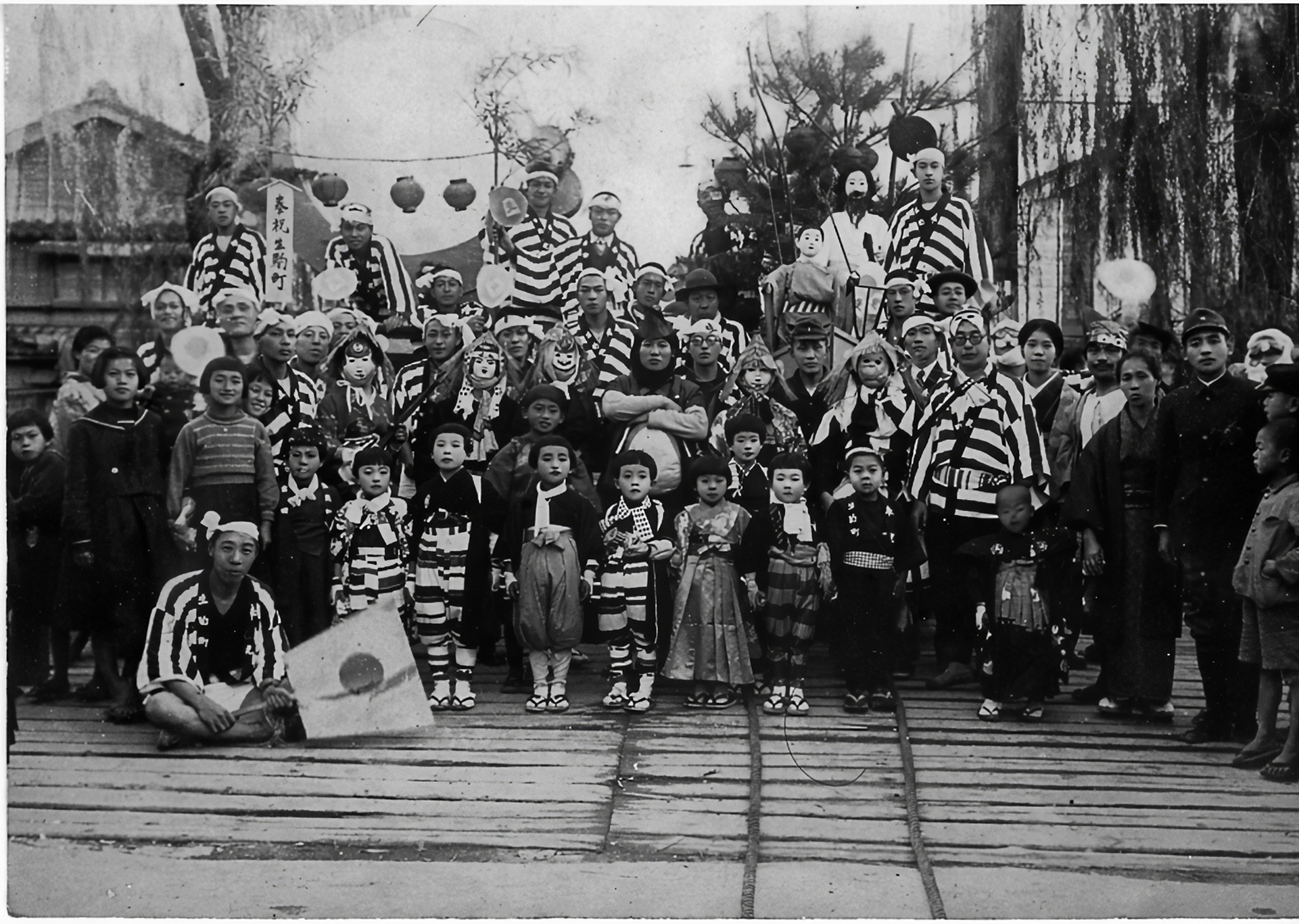
Праздник Кигэнсэцу (до 1940 года)

В основе праздника лежит традиционный японский новый год, отмечавшийся по лунно-солнечному календарю. Согласно Нихон сёки император Дзимму взошёл на престол в первый день первого месяца. Праздник был провозглашён в 1872 году и приходился как раз на Лунный новый год, но из за введения в 1873 году Григорианского календаря дата была перенесена на 11 февраля.
Оригинальное название праздника, данное ему в период Мэйдзи, было День основания империи (яп. 紀元節 кигэнсэцу). Считается, что император Мэйдзи установил этот праздник, чтобы поддержать легитимность императорской семьи после свержения сёгуната Токугава. Праздник поддерживался теми, кто считал, что заострение внимания на императоре послужит для объединения нации. Публично связывая себя с мифическим Дзимму, а через него и с Аматэрасу, император Мэйдзи провозглашал себя единоличным правителем Японии и символом единства японской нации.
В 1940 году праздник отмечался с небывалым размахом: Японской империи исполнялось 2600 лет. По такому поводу было написано множество песен, одна из самых известных — «2600 лет со дня основания империи».
После капитуляции Японии во Второй мировой войне и её последующей оккупации союзными войсками День основания империи был отменён оккупационным правительством в 1948 году как часть идеологической системы страны. В дальнейшем разные политические силы выступали с предложением о возобновлении празднования, День основания государства был восстановлен в 1966 году. Старое название не соответствовало концепции новой Конституции Японии и современным принципам демократии и свободы, поэтому название было решено сменить на современное.

## Торжество
В отличие от Кигэнсэцу современный День основания государства отмечают довольно тихо, без грандиозных и зрелищных мероприятий, присущих ему в прошлом. Празднование включает в себя вывешивание японских флагов на зданиях, размышления о смысле японского гражданства. Политические организации проводят заседания или митинги «за» или «против» празднования, а члены императорской семьи в честь такого события выступают с поздравлениями японскому народу. Праздник всё ещё вызывает споры в обществе, поэтому открытые проявления национализма, или даже патриотизма, довольно редки.